# Schafhof (Schillingsfürst)
Schafhof ist ein Gemeindeteil der Stadt Schillingsfürst im Landkreis Ansbach (Mittelfranken, Bayern). Schafhof liegt in der Gemarkung Schillingsfürst.

## Geographie
Das Dorf bildet mittlerweile eine geschlossene Siedlung mit dem südöstlich gelegenen Schillingsfürst. Es liegt am Hang das Schlossberges. Im Nordosten grenzt das Griesfeld an. Gemeindeverbindungsstraßen führen nach Schillingsfürst zur Staatsstraße 2247 (0,5 km südlich), nach Stilzendorf zur Kreisstraße AN 5 (1,5 km östlich) und nach Wohnbach (1,2 km nördlich).

## Geschichte
Mit dem Gemeindeedikt (frühes 19. Jahrhundert) wurde Schafhof dem Steuerdistrikt und der Munizipalgemeinde Schillingsfürst zugeordnet.

### Einwohnerentwicklung
| Jahr      | 001818 | 001840 | 001861 | 001871 | 001885 | 001900 | 001925 | 001950 | 001961 | 001970 | 001987 |
| Einwohner | 101    | 109    | 139    | 128    | 125    | 141    | 117    | 137    | 101    | 79     | 73     |
| Häuser    | 28     | 28     |        |        | 29     | 30     | 29     | 29     | 30     |        | 24     |
| Quelle    | [ 7 ]  | [ 8 ]  | [ 9 ]  | [ 10 ] | [ 11 ] | [ 12 ] | [ 13 ] | [ 14 ] | [ 15 ] | [ 16 ] | [ 1 ]  |

## Religion
Der Ort ist seit der Reformation evangelisch-lutherisch geprägt und bis heute nach St. Kilian (Schillingsfürst) gepfarrt. Die Einwohner römisch-katholischer Konfession sind nach Kreuzerhöhung (Schillingsfürst) gepfarrt.